# گورپشته کولدروم
گورپشته کولدروم (انگلیسی: Coldrum Long Barrow) یک گورپشته کشیده نزدیک روستای تروتیس‌کلیف در جنوب شرقی انگلستان واقع در کنت (انگلستان) است. این ویرانه متعلق به هزاره پنجم (پیش از میلاد)، دوران نوسنگی است.